# Пен-и-Гент
Пен-и-Гент либо Пенигент (англ. Pen-y-ghent) — третья по высоте гора в Йоркшир-Дейлс. Входит в состав трёх пиков Йоркшира.
Гора имеет относительную высоту 306 метров и абсолютную — 694 метра.
Название горы происходит от кумбрийского словосочетания, которое переводится как «холм у границы» или «холм ветров».